# Vingerklip

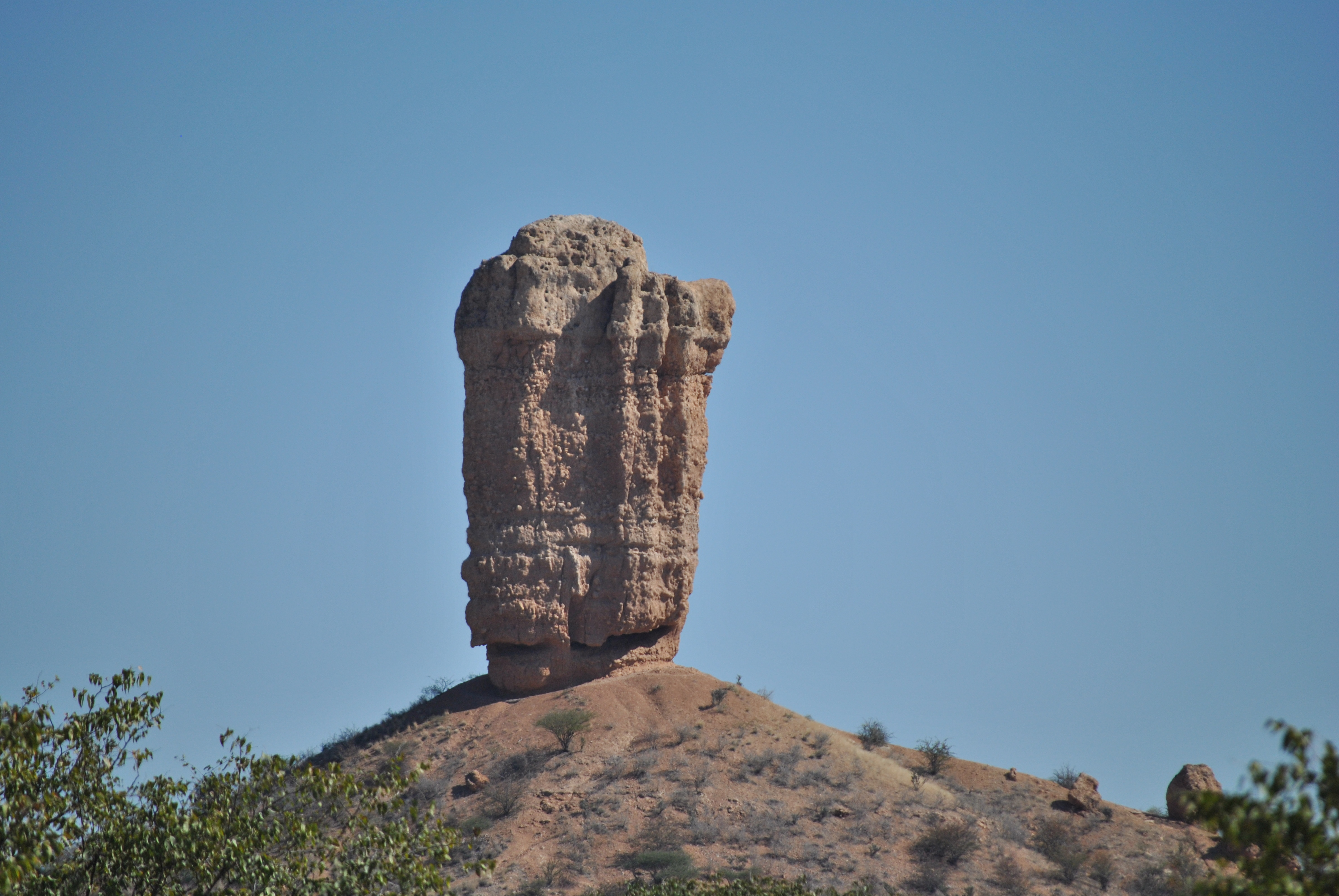
Vingerklip

Il Vingerklip (o Fingerklip) è un monolito conglomeratico alto circa 35 m e poggiante su un cono di detriti. Si trova in Namibia, tra Outjo e Khorixas, a sud della strada C39 lungo la D2743. La sua origine è strettamente legata all'attività del fiume Ugab, un corso d'acqua che ha origine dalle pendici occidentali delle Otavi Mountains e fluisce nell'Oceano Atlantico circa 200 km a nord di Swakopmund.

## Storia geologica
Durante le fasi di rottura del supercontinente Gondwana, le aree occidentali dell'Africa meridionale subirono lenti sollevamenti, che portarono ad un abbassamento del livello di base e ad uno spiccato aumento del gradiente tra le zone interne ed il livello del mare. Di conseguenza, il fiume Ugab divenne, per un periodo di circa 20 Ma, un rapido e potente corso d'acqua, in grado di incidere le rocce della catena montuosa del Damara. Il fiume esercitò un'intensa erosione, creando profonde incisioni. 
Successivamente, un cambiamento climatico ed un conseguente innalzamento del livello del mare portarono ad una diminuzione del gradiente. Il fiume, divenuto più lento e meno poderoso, iniziò a depositare grandi masse di sedimenti, riempiendo le incisioni prodotte in precedenza. 
In corrispondenza delle grandi piene, venivano depositati detriti grossolani (anche grossi blocchi) fino a grandi distanze lungo l'alveo principale, che localmente era largo alcuni chilometri. Durante i periodi di lento scorrimento, invece, avveniva deposizione più regolare di limi e sabbie.
Queste alternanze si susseguirono nel tempo, dando origine ad una sequenza spessa circa 100 m. 
Inoltre le acque del fiume, ricche in carbonati disciolti, favorirono, in corrispondenza di periodi caldi e di forte evaporazione, la precipitazione di cementi carbonatici tra i clasti, tramutando le sabbie e le ghiaie in solidi conglomerati. 
Circa 2 Ma fa, in corrispondenza delle glaciazioni quaternarie nell'emisfero boreale, si verificò un ulteriore abbassamento del livello marino, con conseguente nuovo aumento del gradiente. Il fiume Ugab iniziò una nuova fase di intensa erosione all'interno dei propri depositi, creando una valle terrazzata profonda circa 160 m, legata alla graduale diminuzione delle dimensioni dell'alveo. Lungo questi terrazzi, i depositi meno cementati e resistenti vennero successivamente asportati dalle acque meteoriche e di ruscellamento, mentre rimasero le porzioni più compatte e difficilmente erodibili, di cui oggi una porzione costituisce il Vingerklip.